# Minipreço

Logo der Kette

Minipreço (Eigenschreibweise: minipreço) ist die größte Discounterkette in Portugal. Der Hauptsitz befand sich, bis zum Verkauf an Auchan in Lissabon.

## Geschichte

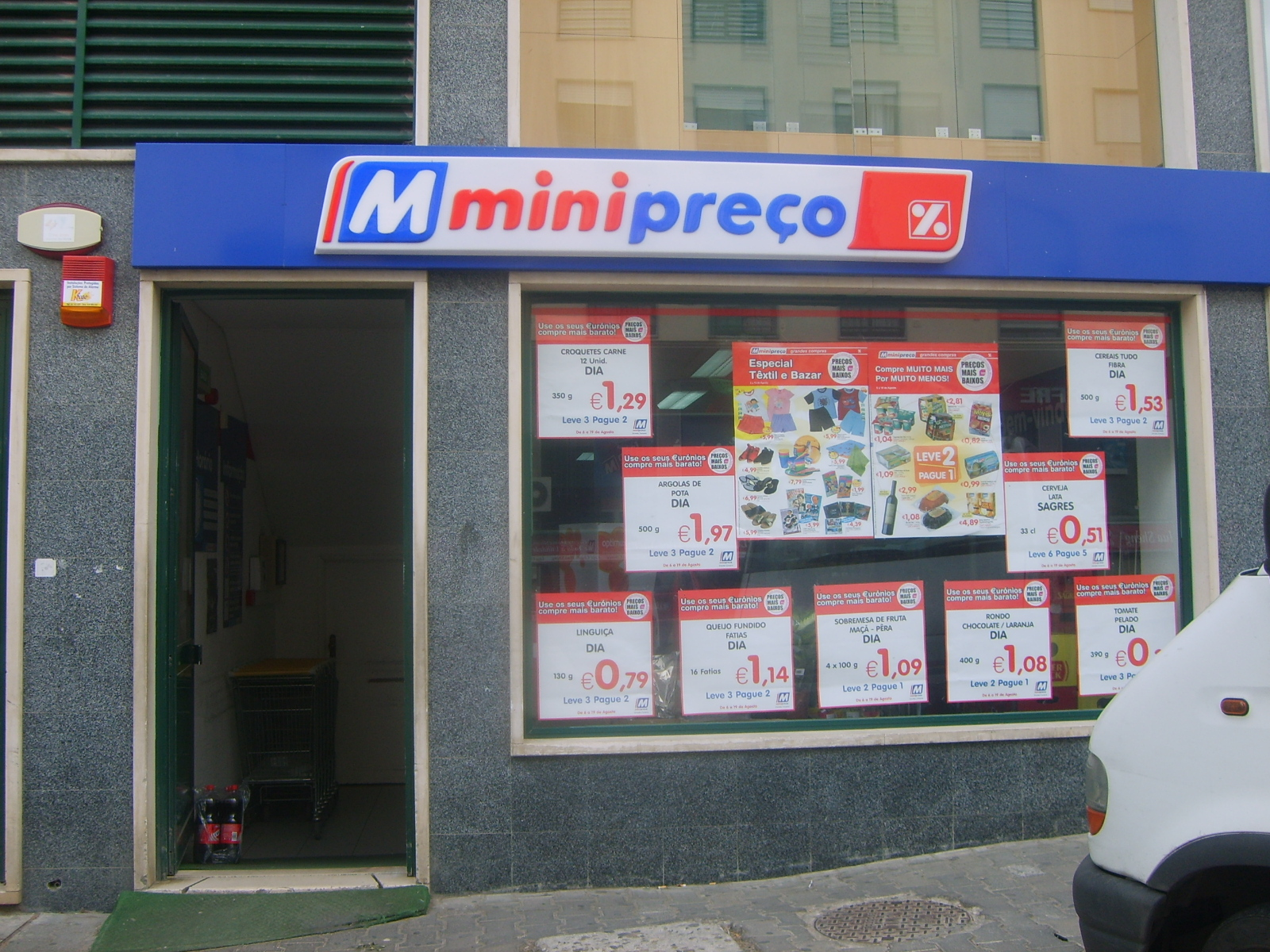
Eine Minipreço-Filiale in der Kleinstadt Lourinhã

### Anfänge und erster Verkauf (1979–2005)
Die erste Discounterkette des Landes eröffnete 1979 ihren ersten Markt in Lissabon. Zu diesem Zeitpunkt war sie Teil der portugiesischen Tochter des brasilianischen Handelsunternehmen Grupo Pão de Açúcar. Mit den Produtos Brancos (dt.: Weiße Produkte) wurde 1984 die erste Handelsmarke der Tochtergesellschaft eingeführt, die auch bei Minipreço zu finden war. Bis 1993 war die Kette der einzige Discounter des Landes, ehe Konkurrenten wie Dia erste Filialen in Portugal eröffneten. Ab 1995 wurden Minipreço-Filialen auch von Franchisern geführt. Die erste Franchise-Filiale eröffnete in Almeirim. Auchan übernahm im Juli 1996 die portugiesischen Tochtergesellschaft der Grupo Pão de Açúcar, inklusive 125 Minipreço-Märkte, für rund 400 Millionen US-Dollar. Ein Weiterverkauf erfolgte bereits ein Jahr später: Minipreço gehörte ab dem 24. Oktober 1997 zum spanischen Konzern Distribuidora Internacional de Alimentación S.A. (kurz: Dia), der zu diesem Zeitpunkt Tochter des französischen Unternehmens Promodès war. Zugunsten Minipreço wurde Dia in Portugal als Marke für Märkte nicht fortgeführt, für die Handelsmarke jedoch weitergenutzt.  Im Zuge des Zusammenschlusses zwischen Promodès und Carrefour 1999 wurde auch Minipreço Teil des neuen Unternehmens.

### Zukauf, zweiter Verkauf und geplante Auflösung (2006–)
Ende Mai 2006 wurde der Verkauf der Supermarktkette Patrisuper an die Dia-Gruppe bekannt, vier Märkte wurden von Minipreço übernommen und umgeflaggt. Die Kette konnte laut der Rangliste des portugiesischen Verbands der Vertriebsunternehmen 2008 landesweit die größte Anzahl an Filialen aufweisen. Im Folgejahr konnte man einen Umsatz von 904 Millionen Euro vermelden. Man beschäftigte 3.959 Mitarbeiter und führte 460 Märkte, 100 als Franchise-Filialen. Im April 2010 wurde bekannt, dass Carrefour nach einem Käufer für Minipreço suchte. Im Rahmen der im Juli 2011 erfolgten Abspaltung der Tochter Dia aus dem Carrefour-Konzern verblieb Minipreço bei Dia. Die Anzahl der Franchise-geführten Märkte konnte bis 2015 gegenüber 2009 verdreifacht werden. Im selben Jahr wurde begonnen größere Standorte mit einem erweiterten Sortiment in die neue Vertriebslinie minipreço market überführt. Ab Januar 2016 verfügte Minipreço auch über großflächigere Filialen ab 800 m², die unter der damals neu eingeführten Vertriebslinie minipreço family flaggen. Im Frühjahr 2018 folgte die Einführung des Convenience-Store-Konzept unter dem Namen minipreço express. Die ersten Filialen wurden dabei in Lissabon und Porto eröffnet bzw. umgeflaggt. Nachdem Dia die eigene Drogeriemarktkette Clarel aufgab, wurden zwölf Standorte im ersten Quartal 2021 an Minipreço abgegeben. Mit Too Good To Go wurde im gleichen Jahr eine Partnerschaft gestartet. Anfang August 2023 verkaufte Dia ihr gesamtes Portugalgeschäft für 155 Millionen Euro an den französischen Handelskonzern Auchan. Zum Zeitpunkt des Verkaufs bestanden landesweit 489 Minipreço-Filialen. Es wurden 2.650 Mitarbeiter beschäftigt. Nach dem Wettbewerbsbehörde dem Verkauf zustimmte, konnte Auchan die Akquisition Ende April 2024 abschließen. Es ist geplant alle Filialen auf Auchan-Vertriebslinien umzuflaggen.

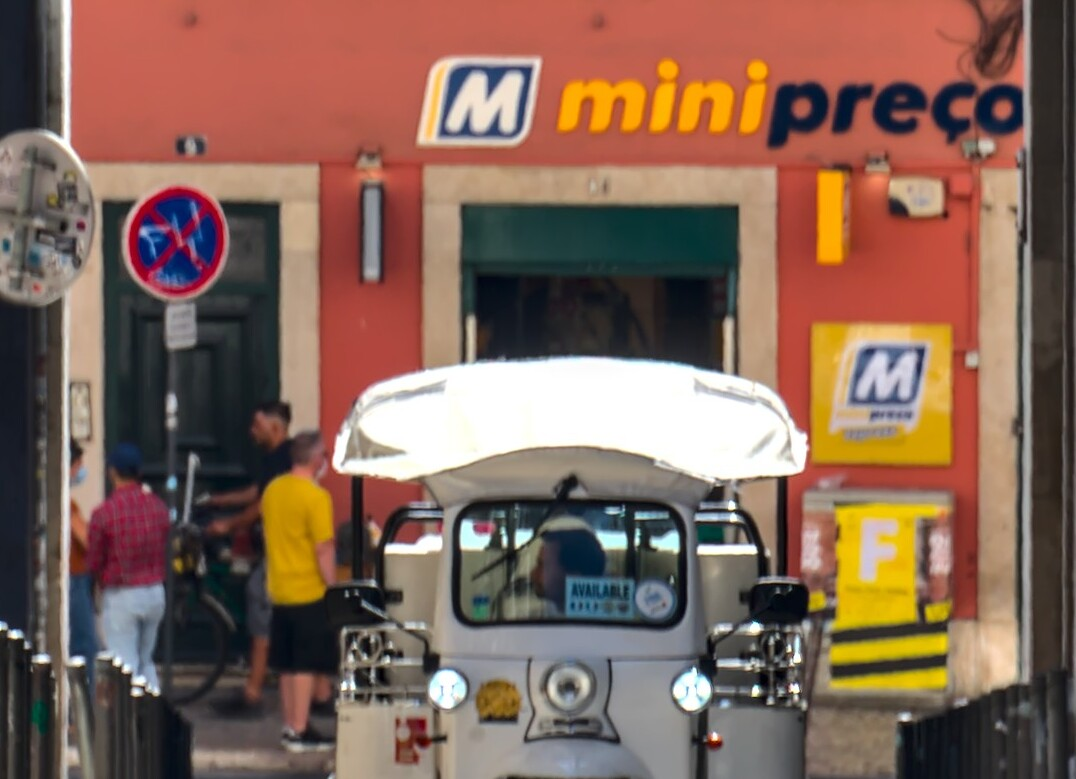
minipreço express in Lissabon im Jahr 2020
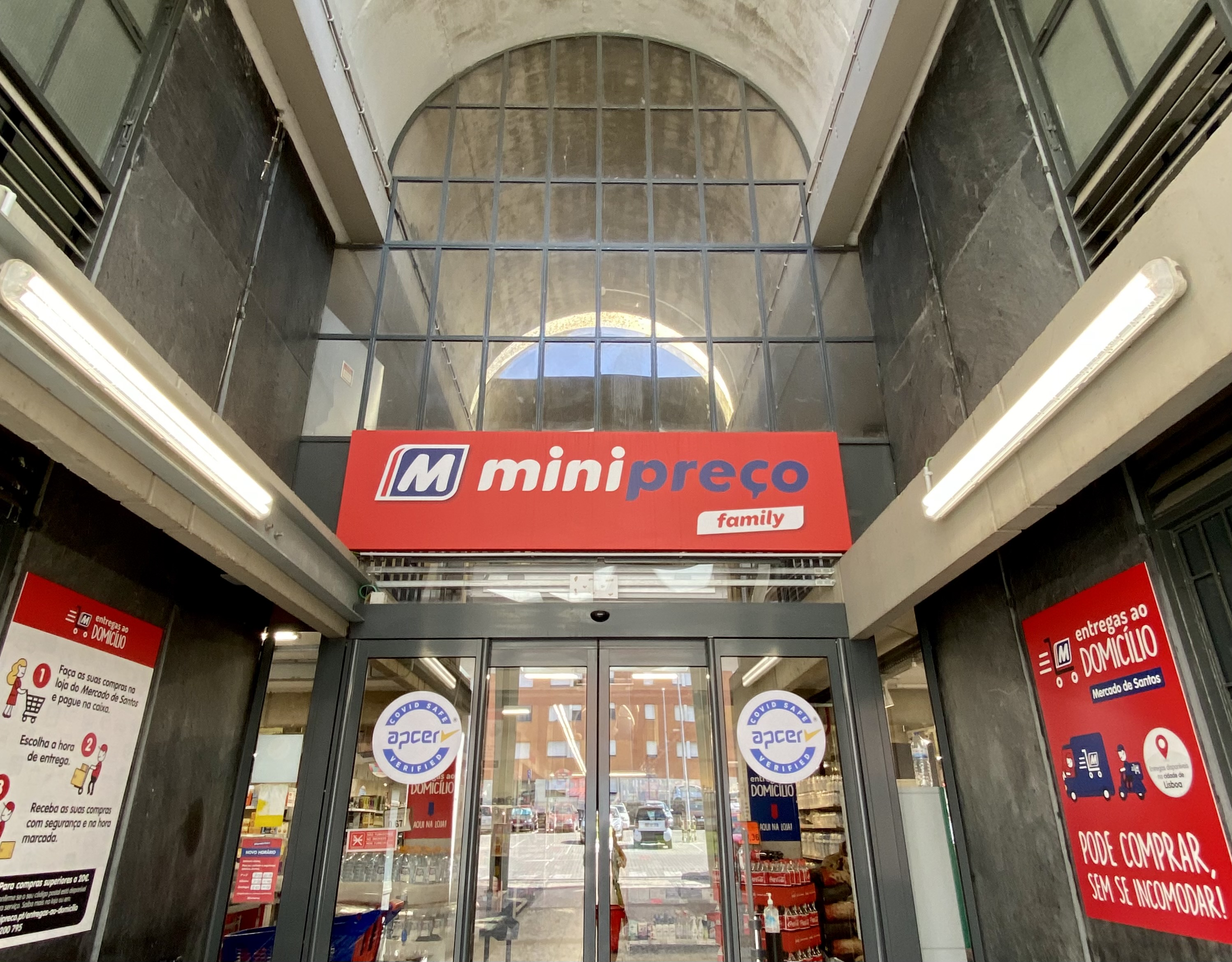
minipreço family in Lissabon im Jahr 2021
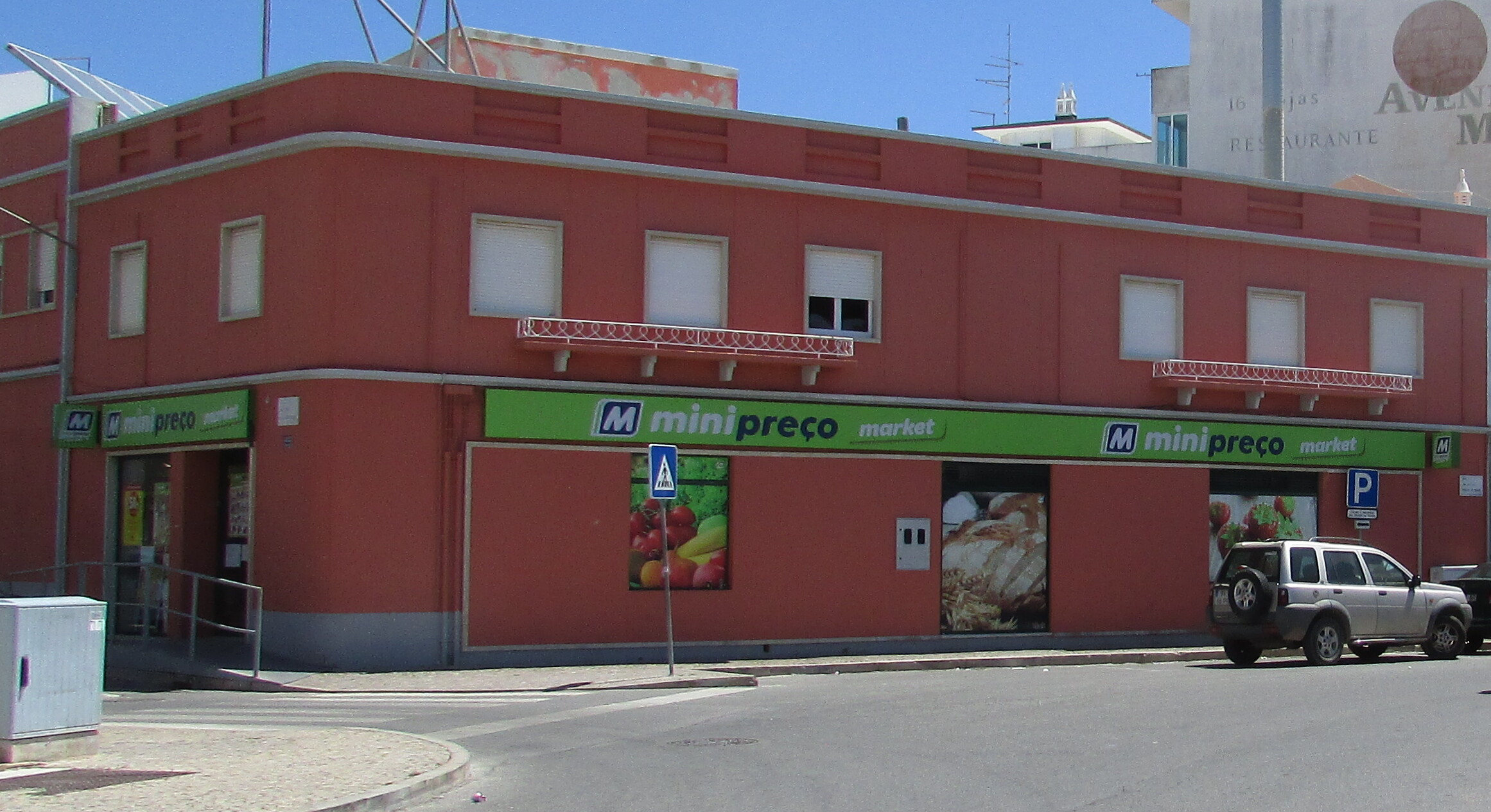
minipreço market in Algarve im Jahr 2016